# Rafael de Sá Rodrigues
Rafael de Sá Rodrigues (* 23. März 1992 in Recife), auch Rafinha genannt, ist ein brasilianischer Fußballspieler.

## Karriere
Rafinha erlernte das Fußballspielen im CFZ do Rio SE und in der Jugendmannschaft des America FC (RJ). Von 2012 bis 2015 stand er bei Duque de Caxias FC in Duque de Caxias im Bundesstaat Rio de Janeiro unter Vertrag. 2013 gewann er mit dem Verein die Copa Rio. 2014 wurde er an den EC Tigres do Brasil, einem Verein, der ebenfalls in Duque de Caxias beheimatet ist, ausgeliehen. Von 2015 bis 2016 spielte er beim Mogi Mirim EC in Mogi Mirim. Mesquita FC, ein Verein aus Mesquita, nahm ihn von 2017 bis 2018 unter Vertrag. 2019 wechselte er nach Laos. Hier unterschrieb er einen Vertrag beim Lao Toyota FC. Der Verein aus Vientiane spielte in der ersten Liga des Landes, der Lao Premier League. Im gleichen Jahr feierte er mit Lao Toyota die laotische Fußballmeisterschaft und den Gewinn des Lao FF Cup. Anfang 2020 ging er nach Thailand. Hier schloss er sich dem Drittligaaufsteiger Wat Bot City FC aus Phitsanulok an. Für den Verein absolvierte er 2019 14 Spiele in der dritten Liga. Mit zwölf geschossenen Toren wurde er zusammen mit dem Brasilianer Natan Torschützenkönig der Northern Region. Ende März 2021 ging er nach Laos, wo er sich dem FC Chanthabouly aus der Hauptstadt Vientiane anschloss. Hier stand er bis Ende 2021 unter Vertrag. Nachdem der Verein 2022 nicht an der Liga teilgenommen hatte, unterschrieb er einen Vertrag beim Erstligisten Master 7 FC. Für den Verein aus Vientiane bestritt er neun Ligaspiele. Dabei schoss er zehn Tore. Zu Beginn der Saison 2022/23 ging er nach Thailand. Hier nahm ihn der Drittligist Muang Loei United FC unter Vertrag. Der Verein aus Loei spielte in der North/Eastern Region der Liga. Im April 2023 kehrte er Laos zurück, wo er einen Vertrag bei seinem ehemaligen Verein Master 7 FC unterschrieb. Nach sieben Erstligaspielen, in denen er 18 Tore schoss, wechselte er im August 2023 nach Indonesien. Hier verpflichtete ihn der Zweitligist PSCS Cilacap aus dem Regierungsbezirk Cilacap.

## Erfolge
Duque de Caxias FC
- Copa Rio: 2013

Lao Toyota FC
- Lao Premier League: 2019
- Lao FF Cup: 2019

## Auszeichnungen
Thai League 3 (North)
- Torschützenkönig: 2021/22